# 蒂比略區
14°05′37″S 75°10′19″W / 14.0937°S 75.1720°W
蒂比略區（西班牙語：Distrito de Tibillo）是秘魯的一個區，位於該國中南部伊卡大區的帕爾帕省，始建於1953年1月16日，面積328平方公里，海拔高度2,167米，2005年人口474，人口密度每平方公里1.4人。